# Semidalis marginalis
Semidalis marginalis är en insektsart som först beskrevs av Banks 1930.  Semidalis marginalis ingår i släktet Semidalis och familjen vaxsländor. Inga underarter finns listade i Catalogue of Life.